# A kutya térdficama
A kutyáknál előforduló térdficam végtagi betegség, amely az esetek legnagyobb százalékában örökletes módon jelenik meg kutyákon. Az esetek kisebb százalékára jellemző, hogy valamilyen rossz mozdulat eredményezi a kutya megbetegedését.

## A ficamodás esetei
1. csoport: A térd nyújtott állapotban kimozdulhat a helyérről, de hajlítás után visszatér eredeti pozíciójába.
2. csoport: Itt már sűrűbben előfordul a térd elmozdulása. Észrevehető a kutyán, hogy fájdalmai vannak.
3. csoport: Ennél az esettnél a térd már nem a helyén mozog, a kutya nem nyújtja ki a lábát. Ez az eset kézzel még visszahelyezhető
4. csoport: Ez a legvészesebb eset. A kutya már nem terheli a lábát, és csak műtéttel lehet helyre rakni.

## Kezelés
A 4. csoport diagnosztizálása esetén, ha megműtik a kutyát, egy igen hosszú felépülési folyamat veszi kezdetét. A beavatkozás során a kutya térdkalácsa alatti árkot szélesítik ki. Durvább esetekben már éket kell vágni az állat térdébe, hogy ne ficamodjon ki. A műtét után a sebre kell ügyelni, hogy a kutya ki ne nyalja a varratot. A varratszedés 10-12nap után történik meg. Miután kivették a varratot, figyelnünk kell a kutya testi épségére, szigorú mozgáskorlátozásra van szükség. A felépülés kb. 6-12 hét. Ezt az időt le lehet rövidíteni zöld kagyló kapszula használatával. A zöld kagyló kapszula segít regenerálni az ízületeket. Amennyiben a kutya stabilan áll a műtött lábán, akkor gyógyultnak tekinthető.

## Tünetek
Ha a kutyán észrevesszük, hogy nem használja valamelyik végtagját, azonnal forduljunk vele orvoshoz. Sok esetben elkerülhető a műtét.